# Cys-la-Commune
Cys-la-Commune település Franciaországban, Aisne megyében. Lakosainak száma 159 fő (2022. január 1.). Cys-la-Commune Brenelle, Chavonne, Courcelles-sur-Vesle, Presles-et-Boves, Saint-Mard és Soupir községekkel határos.

## Népesség
A település népességének változása:
| Lakosok száma | 144  | 127  | 120  | 136  | 154  | 138  | 143  | 153  | 155  | 159  |
|               | 1968 | 1982 | 1990 | 2006 | 2011 | 2016 | 2017 | 2019 | 2020 | 2022 |